# FC Rostov
FC Rostov (tiếng Nga: Футбольный клуб Ростов) là một câu lạc bộ bóng đá chuyên nghiệp của Nga có trụ sở tại Rostov-on-Don, Rostov Oblast. Câu lạc bộ là thành viên của Giải bóng đá Ngoại hạng Nga và chơi tại Rostov Arena. 

## Cầu thủ

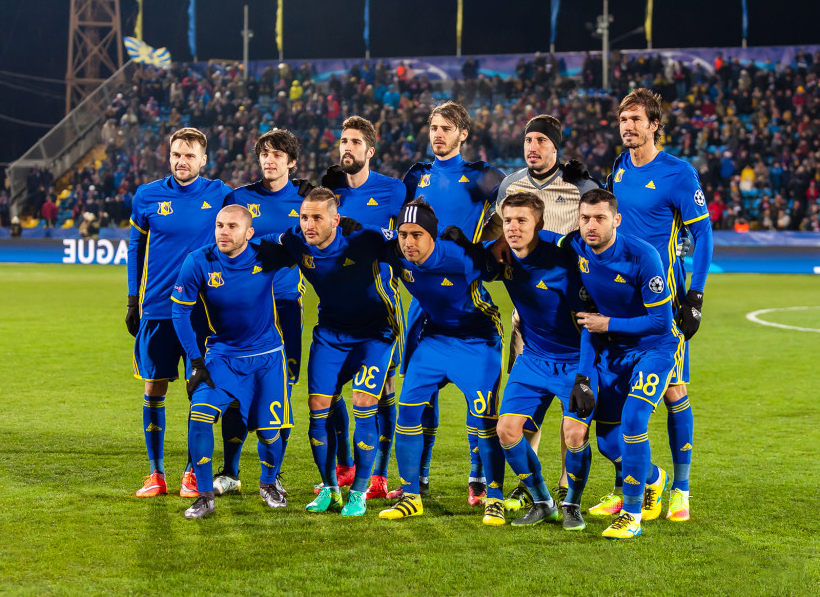
FC Rostov vs. Bayern Munich. 2016–17 UEFA Champions League (3:2)

Tính đến 19 tháng 6 năm 2020, theo trang web chính thức của Giải Ngoại hạng Nga
Ghi chú: Quốc kỳ chỉ đội tuyển quốc gia được xác định rõ trong điều lệ tư cách FIFA. Các cầu thủ có thể giữ hơn một quốc tịch ngoài FIFA.
| Số | VT | Quốc gia   | Cầu thủ              |
| -- | -- | ---------- | -------------------- |
| 1  | TM | Nga        | Yegor Baburin        |
| 4  | HV | Nga        | Danila Vedernikov    |
| 5  | HV | Thụy Điển  | Dennis Hadžikadunić  |
| 7  | TV | Phần Lan   | Roman Eremenko       |
| 8  | TV | Bulgaria   | Ivelin Popov         |
| 10 | TV | Nga        | Pavel Mamayev        |
| 11 | TV | Nga        | Aleksei Ionov        |
| 13 | TĐ | Nga        | Danila Proshlyakov   |
| 14 | TĐ | Uzbekistan | Eldor Shomurodov     |
| 15 | TV | Nga        | Danil Glebov         |
| 17 | TV | Na Uy      | Mathias Normann      |
| 18 | TV | Kazakhstan | Baktiyar Zaynutdinov |
| 19 | TV | Nga        | Khoren Bayramyan     |
| 25 | HV | Nga        | Arseny Logashov      |
| 26 | TV | Nga        | Aleksandr Saplinov   |
| 28 | HV | Nga        | Yevgeni Chernov      |
| 30 | TM | Nga        | Sergei Pesyakov      |
| 34 | HV | Nga        | Aleksei Kozlov       |
| 46 | TM | Nga        | Denis Popov          |
| 47 | TĐ | Nga        | Aleksandr Dolgov     |

| Số | VT | Quốc gia | Cầu thủ             |
| -- | -- | -------- | ------------------- |
| 51 | TV | Nga      | Yevgeni Cherkes     |
| 52 | TV | Nga      | Roman Romanov       |
| 55 | HV | Nga      | Maksim Osipenko     |
| 57 | TV | Nga      | Nikita Kolotievskiy |
| 58 | TĐ | Nga      | Tamaz Topuria       |
| 60 | TV | Nga      | Pavel Gorelov       |
| 61 | TV | Nga      | Nikita Kashtan      |
| 62 | TV | Nga      | Ivan Komarov        |
| 65 | TV | Nga      | Timofey Kalistratov |
| 66 | TV | Nga      | William Rogava      |
| 71 | TV | Nga      | Kirill Girnyk       |
| 72 | TV | Nga      | Vladimir Abramov    |
| 74 | TV | Nga      | Nikita Kupriyanov   |
| 75 | TĐ | Nga      | Danil Khromov       |
| 77 | TM | Nga      | Maksim Rudakov      |
| 78 | HV | Nga      | Dmitri Chistyakov   |
| 81 | HV | Nga      | Mikhail Osinov      |
| 82 | TV | Nga      | Maksim Stavtsev     |
| 84 | TV | Nga      | Aleksey Kornienko   |
| 98 | HV | Nga      | Sergey Kochkanyan   |

### Cho mượn
Ghi chú: Quốc kỳ chỉ đội tuyển quốc gia được xác định rõ trong điều lệ tư cách FIFA. Các cầu thủ có thể giữ hơn một quốc tịch ngoài FIFA.
| Số | VT | Quốc gia  | Cầu thủ                            |
| -- | -- | --------- | ---------------------------------- |
| —  | HV | Nga       | Konstantin Pliyev (at Rubin Kazan) |
| —  | HV | Nga       | Nikolai Poyarkov (at Rubin Kazan)  |
| —  | TV | Iran      | Saeid Ezatolahi (at Eupen)         |
| —  | TV | Thụy Điển | Anton Salétros (at Sarpsborg 08)   |

| Số | VT | Quốc gia | Cầu thủ                                 |
| -- | -- | -------- | --------------------------------------- |
| —  | TV | Nga      | Aleksandr Zuyev (at Rubin Kazan)        |
| —  | TĐ | Iceland  | Björn Bergmann Sigurðarson (at APOEL)   |
| —  | TĐ | Iceland  | Viðar Kjartansson (at Yeni Malatyaspor) |